# 吉原重俊

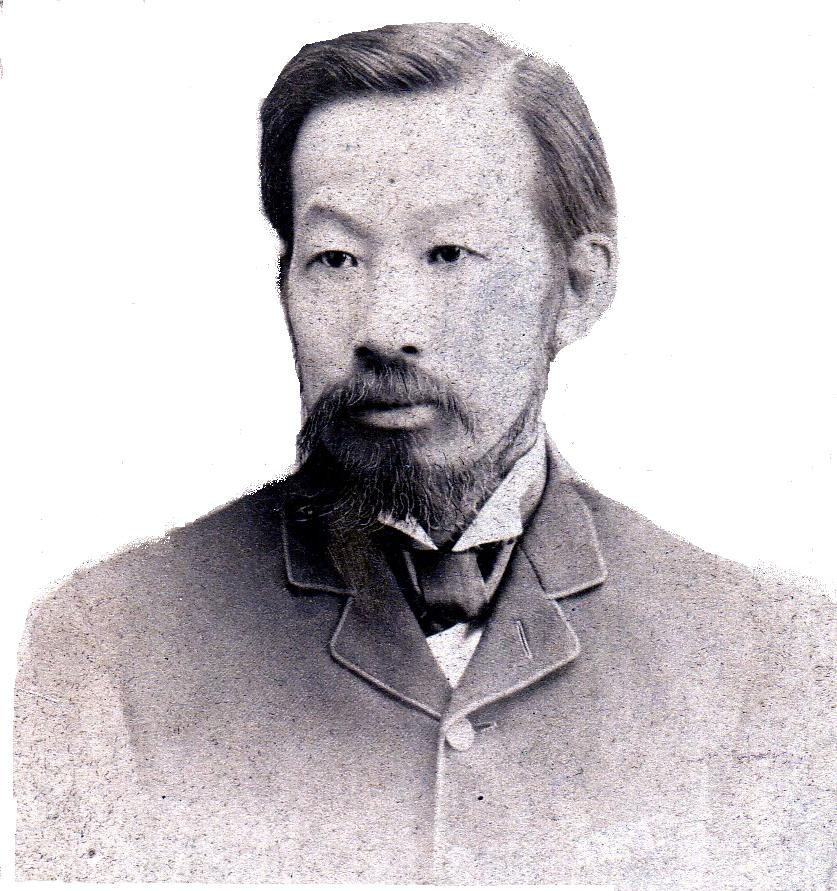
吉原重俊

吉原 重俊（よしはら しげとし、1845年5月15日〈弘化2年4月10日〉 - 1887年〈明治20年〉12月19日）は、日本の武士（薩摩藩士）、官僚、実業家。薩摩藩第二次米国留学生のひとり。アメリカ合衆国イェール大学初の日本人留学生。岩倉使節団にワシントンで現地参加し、帰国後は大蔵省に転じて大蔵卿松方正義の下で活躍した。横浜税関長、租税局兼関税局長を歴任し、日本銀行初代総裁に就任した。

## 来歴
弘化2年（1845年）4月、鹿児島の西田村之内字常盤（現在の鹿児島市常盤）で生まれた。旧名は吉原彌次郎、幼くして藩校造士館に学び、8歳の頃には秀才の名が高かった。
文久2年（1862年）4月10日の藩父島津久光の上洛に随行したが、同年4月23日に京都伏見の寺田屋に攘夷派志士として最年少の16歳で参加（寺田屋騒動）したため、鹿児島へ送還され謹慎処分を受けた。同年8月の生麦事件を原因として、翌文久3年（1863年）7月には薩英戦争が勃発。この直前に吉原らは謹慎を解かれ、大山巌や西郷従道らとともに西瓜売りに化けて英艦に近づき切り込もうと計画したが、君命により中止となった。
その後、吉原は藩命で江戸に派遣され、開成所教授の武田斐三郎に就いて洋学を、横浜ではオランダ改革派教会宣教師のサミュエル・ロビンス・ブラウンに英語を学んだ。さらに、同じく薩摩藩士の種子島敬輔、湯地定基、桐野英之丞とともに勝海舟の氷解塾（坂本龍馬・富田鐵之助も同塾塾生）に元治2年（1865年）2月13日に入塾、薩長同盟成立とともに慶応2年（1866年）1月21日に退塾し、帰藩した。このうち、桐野を除く3名に仁礼景範、江夏嘉蔵、木藤市助を加えた6名は薩摩藩第二次米国留学生にあたる。
吉原らは1866年5月（慶応2年3月）、グラバーの援助で長崎からポルトガル船で密出国、喜望峰経由でイギリスへ向い、ロンドンで先年に渡航していた薩摩藩第一次英国留学生らと再会後、9月にアメリカ合衆国ニューヨークへ到着した。このとき、吉原は江戸幕府の目を逃れるため「大原令之助」なる変名を使用した。
ニューヨークよりマサチューセッツ州モンソンへ向い、11月にブラウン宣教師の母校モンソン・アカデミー（1804年創立の私立高等学校）に木藤とともに入学。翌1867年の春、ボストン近郊のアンドーヴァーに新島襄を訪ねて交流を深め、1869年1月10日には、ニューヨーク州オーバーン郊外のReformed Dutch Church at the Owasco Outlet（Sand Beach教会）にて帰米したブラウンより洗礼をうけクリスチャンとなった。1869年7月にアカデミーを卒業、その際「Japan as it was and is」と題するスピーチを行った。なお、アカデミー卒業直前の同年5月に、吉原ら密航留学生は明治新政府から正式に官費留学生に認定された。
吉原はアカデミーの推薦を受け、ロースクール進学のため1869年9月より1年間、ニューヘブンのイェール大学学部課程に非正規学生として英語及び政治・法律学を学び、1870年9月に所期通りイェール・ロースクールに同大学初の日本人留学生として入学した。しかし、わずか2か月で退学する。
1870年11月、明治政府の普仏戦争観戦武官団に通訳として随行、パリ攻囲戦に巻き込まれつつ、大山巌、品川弥二郎、中浜万次郎らとともにイギリスへ渡り、翌1871年にベルリン、フランクフルトを経由して休戦中のパリに入った。その後フランクフルトのビー・ドンドルフ・ナウマン社に明治政府が発注した明治通宝（ゲルマン紙幣）の印刷監督として赴任するため、同年3月、大山の見送りを受けて任地であるフランクフルトへと向かった。
1872年、岩倉使節団が訪米した際に急遽ワシントンへ呼び戻され、外務三等書記官として随行。辞令を受けたのは使節団がグラント大統領に謁見する僅か2日前だったとされる。その後、全権委任状下付のため帰国する大久保利通、伊藤博文に随い日本へ一時帰国、再渡米してワシントンに到着した時には条約改正交渉は中止となり使節団は次の訪問国イギリスへ移っていたため、吉原は外政事務取調のため同地に留まった。
新暦1873年（明治6年）3月の帰国後、4月に改めて外務省五等出仕を被命、10月末には外務一等書記官に任じられ在米公使館在勤を命じられたが、翌11月には大蔵省五等出仕に補せられた。以後、熟達した英語力と斬新な政治・経済の知識を大いに活用し、1874年（明治7年）1月に租税助に任じられ、7月に「女王事件」を惹き起こした星亨に代わり横浜税関長に就任（翌年1月迄）、翌月には大久保利通の清国出張に高崎正風・ボアソナードらとともに随行して交渉にあたり、条約草案の起草にも携わった。帰国後の12月に租税権頭を被命。1875年（明治8年）5月、地租改正局四等出仕に補せられ、1876年（明治9年）3月に大蔵大丞となった。
1877年（明治10年）1月、大蔵大書記官となり租税局長兼関税局長に就任。西南戦争中は大久保利通の命を受けて熊本県に赴き、被害調査と難民救護に活躍した。1878年（明治11年）11月、パリへ出張し松方正義・上野景範・青木周蔵とともに不平等条約改定交渉に努めた。1880年（明治13年）2月、横浜正金銀行管理長に就任、3月に大蔵少輔に任ぜられた。
1882年（明治15年）10月6日、日本銀行が創立されると、松方正義に推され初代総裁に就任。1885年（明治18年）、外債募集のため10ヶ月間、欧米を巡り外債募集の端緒を作ったが、1887年（明治20年）12月19日、42歳で現職のまま病死した。墓所は青山霊園（1イ3-5-1）。
業績としては、不兌換紙幣の回収整理を行い、手形・小切手の流通推進など近代的金融制度の基盤整備があげられる。

## 人物
- 若い頃は鹿児島でいう木強者（ボッケモン＝命知らず）で相当思い切った豪気さがあったが、後年は温厚誠実で清廉な紳士として知られた。
- 12歳で漢文を読みこなすなど若くして俊才の名を轟かせたと言われた。
- 吉原はクリスチャンとなった理由として、3月18日付New York Observer紙の「O’hara Reinoske」署名の記事に依れば、最初の寄港地である上海で立ち寄ったPresbyterian Board of Mission Press（美華書館）でもらった The heavenly way の漢訳書『天路指南』を船中で読み、キリスト教に興味を持ったと、信仰告白の中で述べている。
- 日本銀行の伝統的な慎重さは初代総裁である吉原の性格によるともいわれている。吉原は松方正義に、日銀副総裁として留学生時代からの縁で仙台藩出身の富田鉄之助を推した。彼は吉原の人物について「温和にして人と争う事を好まず。学才ありて経済の道を了知せる官吏中に、或は氏の右に出るものなからん」と評している[14]。
- 吉原は当時の最先端をゆく多趣味な文化人でもあり、自身が作曲した五線紙上に書かれた楽譜やアメリカインディアンを描いた油絵なども戦災前は存在していた。晩年に「かなの会」をおこし近藤真琴等とそれを教育の場に導入する運動に乗り出したといわれている。明治6年に森有礼、福澤諭吉、西周、津田真道らが起こした啓蒙学術団体である明六社の会員となった。
- 福澤諭吉とともに銀座の地に作られた日本最古の社交機関である交詢社の設立にも携わった[15]。

## 栄典
- 1874年（明治7年）2月18日 - 正六位[16]
- 1875年（明治8年）2月24日 - 従五位[17]
- 1880年（明治13年） - 正五位[18]
- 1887年（明治20年）12月18日 - 正四位[19]、勲二等旭日重光章[20]

## 親族
- 妻：米子 - 四国高松藩代々の儒者赤井東海の孫で文化人であった。東京女学校（竹橋女学校ともいう）で教師をした米人のマーガレット・グリフィスの日記には「Assistant pupil」としてその名前が度々出て来る。クララ・ホイットニー著『クララの明治日記』にも1883年頃の話として名前が載っている。
- 長男：重成 - 鉄道省電気局長として山手線はじめ鉄道電化に貢献した。妻の豊子は荘田平五郎の五女。
- 次男：重時 - 海軍省の造機少将として佐世保海軍工廠造機部長を務めた。
- 次女：千代子 - 軍服を着た修道士と呼ばれた海軍の山本信次郎に嫁いだ。
- 甥（兄重隆の次男）：徳永重康 - 古生物学者・地質学者で早稲田大学教授。重康の長男徳永康元は、ハンガリー文学者で東京外国語大学名誉教授。